# Argentin antarktiszi terület
Argentína 1943 óta tart igényt erre a Nyugat-antarktiszi területre. Argentína ezen tengerentúli területe 1 230 000 km2 és a partoktól egészen a sarkpontig húzódik, ám más országok (Chile, Egyesült Királyság) is igényt tartanak a terület egyes részeire. 1959 óta viszont ezt megtiltja az Antarktiszi Egyezmény.
Az igény megerősítése miatt a terület közigazgatása (mint Antártida Argentina megye) egybe van olvasztva a szintén vitatott Falkland szigetekkel, a Déli-Georgia és Déli-Sandwich-szigetekkel, Tűzföld tartomány részeként. Szintén az igény megerősítése miatt összesen 8 argentin gyermek született az argentin antarktiszi területen.